# Relaciones China-Venezuela
Las relaciones China-Venezuela son las relaciones internacionales entre China y Venezuela. Los dos países establecieron relaciones diplomáticas en 1974. Las relaciones entre ambos países se fortalecieron durante la presidencia de Hugo Chávez en Venezuela y la de Hu Jintao como el líder de China. Actualmente Venezuela es el mayor destino de inversión de China en América Latina.

## Historia
Las relaciones entre China y Venezuela se remontan a 1936, según investigaciones académicas que señalan que en ese año se instaló un Consulado General en la ciudad de Shanghái, al frente del cual fue designado como Cónsul General, José Miguel Ferrer.  En 1941, China designa a Li Dijun (李迪俊) como Enviado Extraordinario y Ministro Plenipotenciario de China en Venezuela, quien llegó a Caracas iniciando 1943. Desde entonces los gobiernos generaron una serie de contactos diplomáticos siempre con la China nacionalista hasta que en 1971 la Organización de Naciones Unidas reconoce a la República Popular de China y el 28 de junio de 1974 ambos países establecieron relaciones diplomáticas, durante el primer gobierno de Carlos Andrés Pérez.

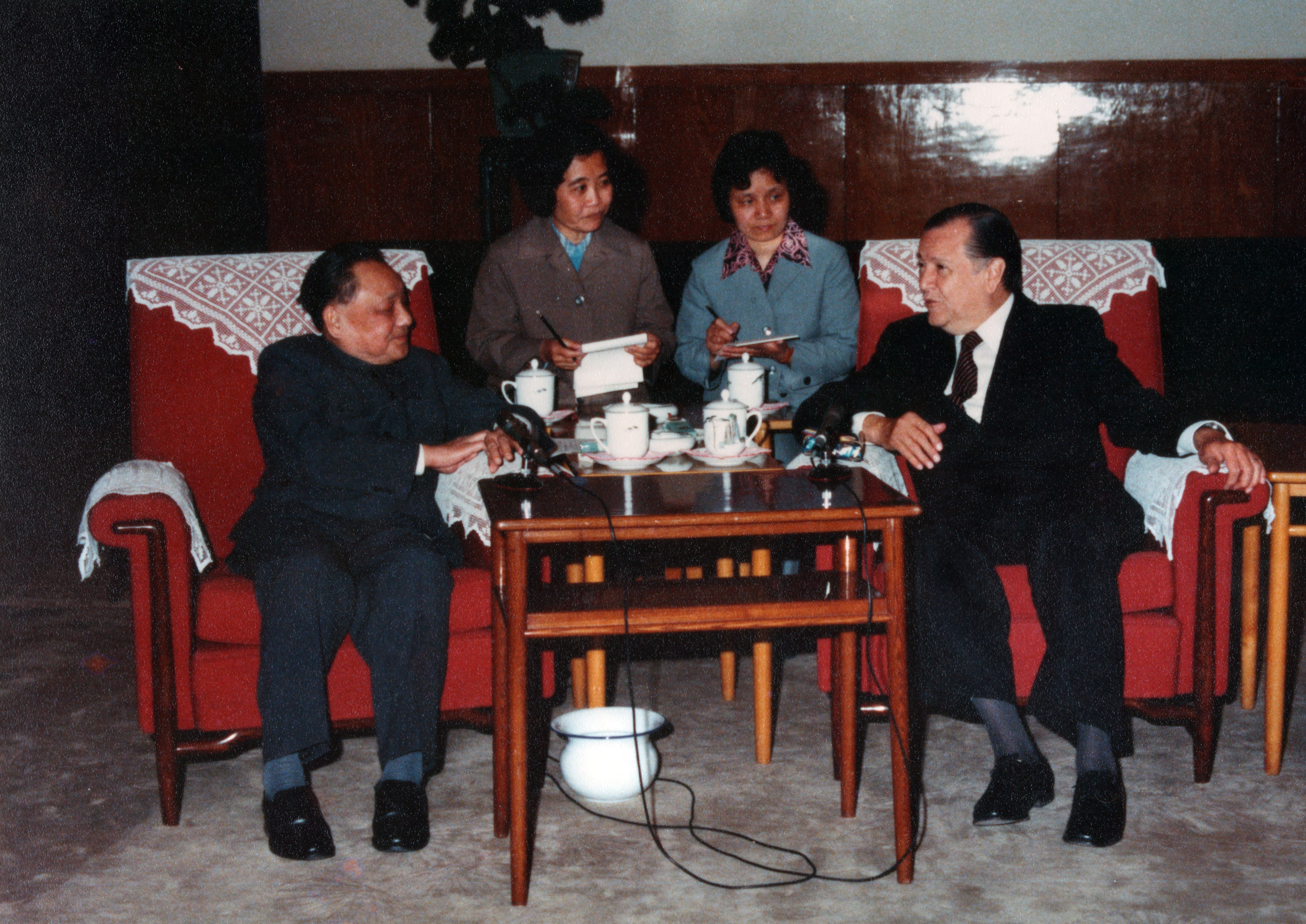
Reunión del expresidente venezolano Rafael Caldera con el líder del Partido Comunista de China Deng Xiaoping en 1981.

La primera visita de un mandatario venezolano a China fue entre el 27 de octubre y el 2 de noviembre de 1981, cuando el presidente Luis Herrera Campins, acompañado por una amplia comitiva integrada por representantes de los sectores público y privado, se entrevistó con el primer ministro Zhao Ziyang y con el vicepresidente del Partido Comunista, Deng Xiaoping.
En abril de 2001 se da la primera visita de un presidente chino a Venezuela. En esa ocasión, Hugo Chávez recibió en el Palacio de Miraflores a Jiang Zemin. Previamente, en octubre de 1999, el mandatario venezolano había visitado el país asiático. El presidente Chávez visitaría en cinco ocasiones más la República Popular de China, en 2001, 2004, 2006, 2008 y 2009.[cita requerida] En tanto, el presidente Xi Xinping visitó Venezuela 2009 y 2013.

### Crisis económicade 2018
Después de la crisis financiera durante el segundo semestre de 2017, habiendo las Empresas calificadoras de riesgo declarado a Venezuela en default selectivo  entre ellas esta Fitch Group sobre la deuda  y la caída de la producción de petróleo, Venezuela comenzó a incumplir los acuerdos de entrega de petróleo a China. El gobierno de China se distanció de financiar a Venezuela en nuevos proyectos.

### Crisis presidencial de 2019
Durante la crisis presidencial en Venezuela debido a la controversia sobre la legalidad de la reelección de Nicolás Maduro como presidente de la república, el portavoz del Ministerio de Exteriores Geng Shuang manifestó en febrero de 2019 que Pekín "ha estado en estrecha comunicación con todas las partes de distintas maneras sobre la situación de Venezuela". 
"No importa cómo evolucione la situación, la cooperación China-Venezuela no debería verse menoscabada"

-Geng Shuang
Sin embargo, posteriormente China deja su posición neutral y empieza a apoyar a Nicolás Maduro.
"China continuará apoyando firmemente a Venezuela en la salvaguarda de la soberanía y dignidad nacionales y salvaguardando sus derechos e intereses legítimos"

-, Wang Yi, Ministro de Exteriores de China.

### Crisis presidencial 2024
En agosto de 2024 China expresó su apoyo a nivel internacional los resultados de las elecciones presidenciales de Venezuela de 2024. En marzo de 2025 China  paralizó la compra de petróleo venezolano, luego de que Estados Unidos anunciara que podría imponer aranceles del 25% a los países que compran crudo a Venezuela”, India junto a China también detendrá las importaciones de petróleo venezolano. Los dos países compraban el 50% de la producción petrolera.

## Comercio e inversiones
Las relaciones comerciales entre China y Venezuela fueron mínimas al menos entre 1937 y 1956, de acuerdo con los registros venezolanos. Y desde ese último año "no aparece ningún otro dato que de cuenta de similares movimientos comerciales hasta 1972, para desaparecerlos dos siguientes años 1973-1974". Entre 1975 y 1998 el comercio entre ambos países era mínimo. De hecho no hay registro de exportaciones venezolanas a China sino desde 1986, cuando registraron 10,9 millones de dólares estadounidenses. Para 1998 el monto total de comercio entre ambos países se ubicaba en unos 27,9 millones de dólares estadounidenses.
2008
En mayo de 2008 Venezuela  y China firmaron 275 acuerdos "en áreas estratégicas, como agroproducción, ciencia y tecnología, telecomunicaciones y el área energética, entre otras,(...)  destacó el préstamo recibido por Venezuela por 4.000 millones de dólares estadounidenses para su aplicación a obras viales y pesca". Este préstamo fue el inicio del llamado Fondo Chino. Fondo Conjunto Chino Venezolano (FCCV) En septiembre de 2008, Venezuela firmó una serie de acuerdos de cooperación energética con China con el presidente de Venezuela indicando que las exportaciones de petróleo podrían subir el triple (año 2012), a 1 millón de barriles por día (160 000 m3/d). Otros planes incluyen proyectos conjuntos para construir tres refinerías de petróleo en el país asiático capaces de procesar el crudo pesado de Venezuela
2009
En febrero de 2009 Venezuela y China acordaron duplicar su fondo de inversión conjunta a $ 12 mil millones y firmaron acuerdos para impulsar la cooperación que incluyen el aumento de las exportaciones de petróleo de Venezuela, el cuarto mayor proveedor de petróleo de China. 
En julio de 2009, China entró en una asociación con Venezuela para lanzar una empresa ferroviaria, que sería del 40% controlado por el China Railways Engineering Corporation (CREC) y el resto por Venezuela. Chávez subrayó el papel de la empresa como un proyecto que uniría las regiones productoras de petróleo de Venezuela y áreas de cultivo agrícolas. En septiembre de 2009 Venezuela anunció un nuevo contrato de 16 mil millones de dólares con China para perforar en busca de petróleo de una empresa conjunta con PDVSA para producir 450.000 barriles por día (72.000 m³ / d) de crudo extrapesado.
En diciembre China firma un convenio con Venezuela por 1000 millones de dólares a cambio quedaba en la obligación de exportar 42,96 millones de toneladas de mineral de hierro a la empresa siderúrgica china Wuhan Iron and Steel Corporation (Wisco) durante ocho años a través del Banco de Desarrollo de China transfirió al Banco de Desarrollo Económico y Social de Venezuela (Bandes), China se comprometía mejorar la capacidad de producción y desarrollo de mineral de hierro de CVG con la contratación de técnicos chinos para dichos trabajos, esto repercutiría en la bajada de producción de acero en el país. Venezuela en 2008 había producido 3.6 millones de toneladas de acero.
2010
En enero de 2010 Pekín aprobó el proyecto para instalar una refinería en la ciudad de Jieyang de la provincia de Guangdong, China, valorado en unos 6 mil millones de dólares y tendría una capacidad de refinación de 400.000 barriles por día. En abril de 2010 China aprobó un crédito de 20,000 millones de dólares a largo plazo, para la ejecución de proyectos de desarrollo nacional, además firmaron un acuerdo que permite la explotación conjunta entre la estatal Petróleos de Venezuela (PDVSA) y la China National Petroleum Corporation (CNPC) del bloque Junín 4 de Faja del Orinoco, con capacidad de 400.000 barriles de petróleo diarios. Aumentando sus despachos de crudo a Pekín en 2010 a más de 460.000 barriles por día (bpd) de crudo
El comercio entre China y Venezuela tocó su máximo histórico en 2012 cuando se contabilizó un total de 14.543 millones de dólares en exportaciones hacia el gigante asiático y 9.304 millones de dólares estadounidenses en importaciones desde ese destino. Desde entonces ha decaído sustancialmente y para 2021 el comercio total se ubicaba en 3.184 millones de dólares estadounidenses. Sin embargo, para el año 2012, la falta de inversión en el sector petrolero significaba que sólo 640.000 barriles de petróleo al día fueron exportados a China y 200.000 de los que simplemente fueron a atender las enormes deudas de Venezuela a China.
Durante la presidencia de Hugo Chávez, las exportaciones de petróleo a China aumentaron considerablemente.  En septiembre de 2013, China ha prestado $ 5 mil millones en 5 años para financiar 201 proyectos de vivienda en Venezuela.
En septiembre de 2015 China le presta a Venezuela 5,000 millones de dólares China ha venido prestando a Venezuela que sus cuentas para 2019 suma un total de unos 67,000 millones de dólares. La alianza entre los dos países parecía encajar como un guante. Compartían sinergias económicas, China es el mayor financista del mundo y es el principal importador de petróleo del mundo y Venezuela guarda las mayores reservas de crudo.

### Empresas China participantes en convenios petroleros
- China National Petroleum Corporation (CNPC)

Resultado de la alianza estratégica entre Petróleos de Venezuela S.A (PDVSA) y China National Petroleum Corporation (CNPC), nace la Petrolera mixta Sinovensa en el 29 de enero de 2008, según Gaceta Oficial N° 38.860, bajo el decreto N° 5.842, se autorizó la creación de la Empresa Mixta con capital accionario repartido entre la CVP, filial de PDVSA, que asegura 60% y CNPC con el 40%, basados en el convenio de exploración a riesgos y ganancias compartidas.
En 2019 la petrolera china CNPC, uno de los principales socios de Petróleos de Venezuela (Pdvsa) paraliza hoy sus actividades locales con PDVSA para no violar las sanciones impuestas por el gobierno de Estados Unidos que vencían este 4 de septiembre Asimismo la empresa filial Ingeniería HQC (HuanQiu Contracting & Engineering Corporation) y partícipe del 49% del capital accionario de Sinovensa, suspendió todas sus operaciones por unas deudas vencidas en el 2018 que supera los 50 millones de dólares esta empresa estaba encargada de realizar la ampliación de la capacidad de refinación de crudo extrapesado de 105.000 a 165.000 bpd para poder mezclarlos con hidrocarburo liviano y así obtener el crudo merey.
El 5 de octubre de 2019 es detenido el presidente de la empresa petrolera mixta Sinovensa, Alberto Emilio Bockh Moreno acusado de varios delitos junto a otros tres directivos
- China Petroleum and Chemical Company (Sinopec)

El 29 de junio de 2007 la Corporación Petroquímica de China (Sinopec), segunda mayor petrolera del país, está en conversaciones con Venezuela para poner en marcha explotaciones en la Faja del Orinoco (oriente). Una extensión de 55.314 kilómetros cuadrados, rica en petróleo pesado y extrapesado, con reservas calculadas en 316.000 millones de barriles de crudo. En 2010 Sinopec por convenio participará junto a la estatal Petróleos de Venezuela (PDVSA) en los bloques Junín 1 y Junín 8 de la Faja del Orinoco para extraer hasta 400.000 barriles por día (bpd) de crudo.
- El Grupo Sinohydro.
- Wison Engineering

Wison Engineering, una firma con base en Shanghái una compañía de ingeniería y construcción de plantas de procesos, ganó septiembre en 2012 un contrato para repotenciar la refinería de Puerto la Cruz en 68 meses, para agosto de 2019,  llevaba años trabajando en la ampliación de la refinería de Puerto La Cruz, la misma en la que, según varias fuentes consultadas, no se han cumplido los plazos y condiciones de ejecución, solo se cumplió la primera etapa. La inversión inicial fue de 10.500 millones de dólares, a los cuales, se sumaron unos 5.000 millones de dólares. Se esperaba aumentar la capacidad de procesamiento y diluente de 180.000 b/d a 210.000 b/d de crudo extrapesado de la Faja.

## Otros
En 2008 los gobiernos de Venezuela y el República Popular de China pusieron en marcha su primera satélite espacial conjunta, llamada Venesat-1.
También establecieron son los lazos militares-tecnológica con la adquisición de dos escuadras (24) de China incorporado Karakorum-8 aviones de entrenamiento y radares de tierra, lo que indica una mayor participación de China en América Latina.
Venezuela también se ha embarcado en un programa de intercambio cultural y científica con China.

## Representante diplomático
- Li Baorong (2018- marzo de 2023)
- Lan Hu (19 de abril de 2023- presente)[40]

## Misiones diplomáticas residentes
- China tiene una embajada en Caracas.
- Venezuela tiene una embajada en Pekín y consulados generales en Hong Kong y Shanghái.